# 엔히크 2세
앙리크 2세(Henrique II, 1731년 1월 23일 ~ 1803년 3월 21일)는 18세기 시대와 19세기 시대의 콩고 왕국 마니콩고였다. 본명(本名)은 앙리 디키(Henri Diki)이며 아명(兒名)은 마사키 마 음팡쥐 우 응도 디키(Masaki ma Mpanzu ou Ndo Diki).

## 생애
니콜라우 1세 군주의 적장남(嫡長男)인 그는 어린 시절부터 총명(聰明)하였지만 한때는 왕위계승권 체제 자체에서 멀어졌다가 결국 우여곡절 끝에 63세 때였던 1794년, 처질서(妻姪壻, 처조카사위)인 주아킴 1세 군주에게 선위를 받음으로 인하여 늦깎이 보위 등극하였으며 1794년부터 1803년, 향년 72세로 붕어할 때까지 콩고 왕국 군왕으로 재위하였으며 치세 와중에 그는 1802년에서부터 이듬해 1803년에 붕어할 때까지 서출 아들 가르시아 왕태자에게 대리청정을 부여하였다.